# Krulbollen

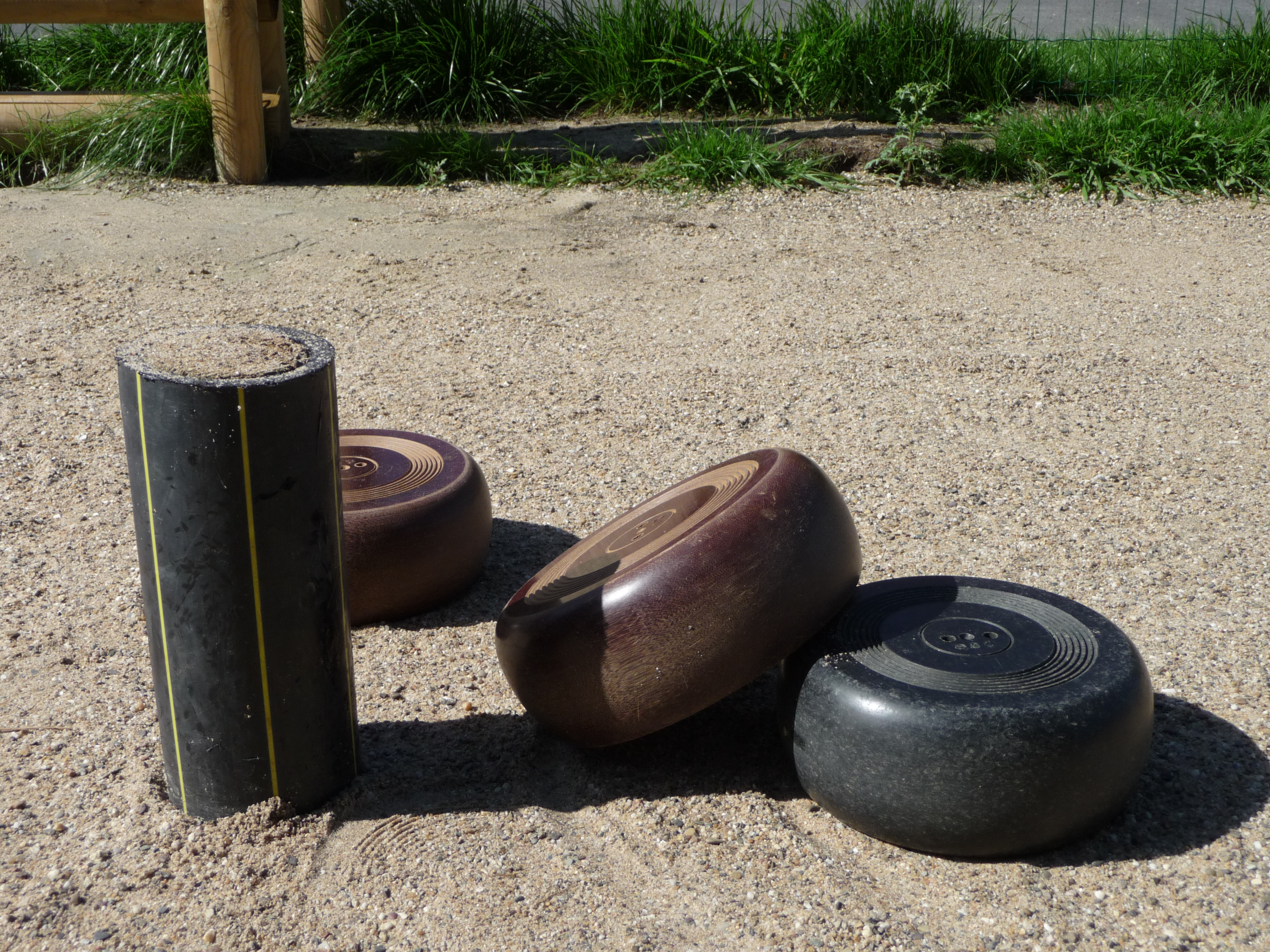
Staak met bollen

Krulbollen is een oude Vlaamse volkssport. Het wordt  aan de grensstreek in Nederland en België  beoefend in (Zeeuws-)Vlaanderen, vooral in de buurt van Ijzendijke, Aardenburg, Breskens, Waterlandkerkje, Oostburg, Sas van Gent en in België rond Gent, het Meetjesland en de regio van Knesselare tot Brugge gespeeld. In de Denderstreek wordt binnenshuis een variante gespeeld naar een blinkend vloertegeltje i.p.v. een staak. In Frankrijk wordt in de regio Anjou een vergelijkbaar spel gespeeld onder de naam Boule de fort.

## Geschiedenis
Bollen, rollen, werpen met ijzeren of houten bollen, rollebanen, bolbanen... Dergelijke termen, die verwijzen naar de nu nog steeds populaire bolsport, zijn met de regelmaat van de klok terug te vinden in de stedelijke verbodsbepalingen van vele honderden jaren geleden. Concrete aanwijzingen dat specifiek krulbol bedoeld werd, zijn er echter niet, hoewel omschrijvingen zoals 'werpen met de bol naar de staak' zeer dicht in de buurt van het krulbolspel komen. De term krulbol duikt pas op in het midden van de 19e eeuw.

## Spel en materiaal
Het spel wordt gespeeld met twee ploegen van elk twee, drie of vier personen. Ook de discipline "man tegen man of vrouw tegen vrouw" is mogelijk. Meestal wordt dit speltype dan alleen gebruikt voor koningsbollingen.
De bol zelf is niet volledig bolvormig maar aan een kant iets afgeplat en daardoor eerder een dikke ronde schijf met een iets afgeplatte kant. Deze afgeplatte kant wordt in het boldersjargon "de loop" genoemd). Door deze vorm zal de bol zodra die gerold wordt een gebogen baan volgen. De speler wil met zijn bol zo dicht mogelijk bij de staak terechtkomen. Ligt een bol meer dan 20 cm van de staak dan is hij "tekort gebold". Ligt een bol daarentegen ver voorbij de staak dan is hij "te hard gebold". 
De bol is tegenwoordig gemaakt van fenolhars met katoenvezel geperst en gebakken tot 150 graden (hardweefsel) en heeft een doorsnede van 180 – 225 mm en een dikte tussen 82 mm en 86 mm. De staak is een vast punt, op zeven meter afstand van de werpers. Ze is ongeveer 33 cm hoog en staat opgesteld aan beide zijden van de baan. De staak is gemaakt van een stuk rond gedraaid eiken of beukenhout en voorzien van een HDPE-mantel. De mensen die bekend waren deze te draaien zijn in België: André Trenson, Marcel De Roo, Wilfried Buijze, Aimé De Pauw, Wilfried Scheire en Hoorewege. Het krulboldraaien is een ongezond werkje want de bollen bevatten fenol (een ongezonde harssoort) dat vrijkomt tijdens het draaien in o.a. stof. Een goede afzuiginstallatie is nodig. De geur die er vanaf komt ruikt naar jodium. Eerst worden er uit vierkante platen van 90mm dik en nabij de 1.30m blokken gezaagd max 225 mm of geboord met een trommelboor 210 mm diameter of gesneden met een CNC-machine, volgens een snijplan min 180mm max 225mm. Vroeger met een lintzaag met op het blad kralen want het soortelijk gewicht van het materiaal is vanaf 1,36 gr/cm2 tot 1,46gr/cm2 en de platen enorm zwaar. Vroeger waren de voorzieningen nog niet aanwezig en werd er gedraaid met een natte lap voor de mond. Het stof wat er af kwam was geel, dus een krulboldraaier had het niet makkelijk; stof was enorm ongezond. De plaat die tegenwoordig besteld wordt weegt circa 350 kg en er moet zuinig worden omgegaan met het zo goed mogelijk snijden van de krulbollen omdat niet iedere speler dezelfde diameter heeft: er wordt geprobeerd zoveel mogelijk bollen uit een plaat te halen. Ook worden er schijven geleverd met een diameter van 210 mm dit is dan het max en min 180mm. De bollen worden eerst op diameter gedraaid aan de wensen van de speler. Daarna op dikte max 86 mm min 82 mm. Daarna wordt de loop van de bol gedraaid, deze is ook voor iedere speler verschillend. Er zijn rechte lopen en minder rechte lopen (dit is de curve die de krulbol maakt op de baan). Bovendien zijn er buitenlopen voor buitenbanen en binnenlopen voor binnenbanen. Daarna de ribben aan de achterzijde en de ribben aan de voorzijde (deze ribben geven aan welke krulboldraaier de bol heeft gemaakt). Omdat er tegenwoordig krulboldraaiers of hobbyisten zijn die graag tijdens een opknapbeurt de krulbol gedraaid door een andere krulboldraaier willen aanpassen aan hun eigen herkenningstekens. Dit kwam vroeger niet voor, want toen werden andermans herkenningspunten uit beleefdheid ontweken. Krulbol-draaier Mario Wieme  (Nederland) heeft sinds 2020 zijn eigen krulbolembleem verwerkt in zijn gedraaide krulbollen. Na al het draaiwerk worden ze opgepoetst met politoer (schellak en alcohol) om ze zo mooi mogelijk te laten blinken. Er zijn in 2023 nog twee krulboldraaiers bezig en enkele hobbyisten Mario Wieme (Nederland) en Serge de Pauw (België) en er zijn geen opvolgers in deze folkloristische sport. 
De krulbolspelers worden steeds ouder en jongeren komen er niet bij, dus krulbollen worden dikwijls geruild of kleiner gemaakt omdat ze te zwaar zijn. Om de sport toch levendig te houden en de ouderen te helpen heeft Mario Wieme (Nederland) zes jaren gewerkt aan een goed product om een krulbol die te smal was geworden dikker te maken met speciale harsen en vezels gelijk aan het soortelijk gewicht van de krulbol. Hij heeft al velen hiermee geholpen en is ook de enige die hier levenslange garantie op geeft, schade wordt gratis gerepareerd. Niet iedereen kan een nieuwe krulbol kopen dus was dit een mooie oplossing om de sport levendig te houden en kan iemand met een smal budget toch het spel beoefenen. 

## Spelregels
Tijdens het spel onderscheidt men twee basistechnieken: het bollen en het schieten. Bij het bollen wordt de bol van één zijde van het speelveld zo dicht mogelijk naar de tegenovergestelde staak gerold. Het schieten wordt enerzijds gebruikt om bollen van de tegenpartij verder van de staak weg te stoten en anderzijds om de bollen van een ploegmaat dichterbij te stoten. Als alle bollen één keer gespeeld zijn, krijgt de ploeg van wie de bol het dichtst bij de staak ligt de punten. Het aantal punten is gelijk aan het aantal bollen die dichter bij de staak liggen dan de dichtste bol van de tegenpartij. Wie het eerst negen punten haalt, wint het spel.

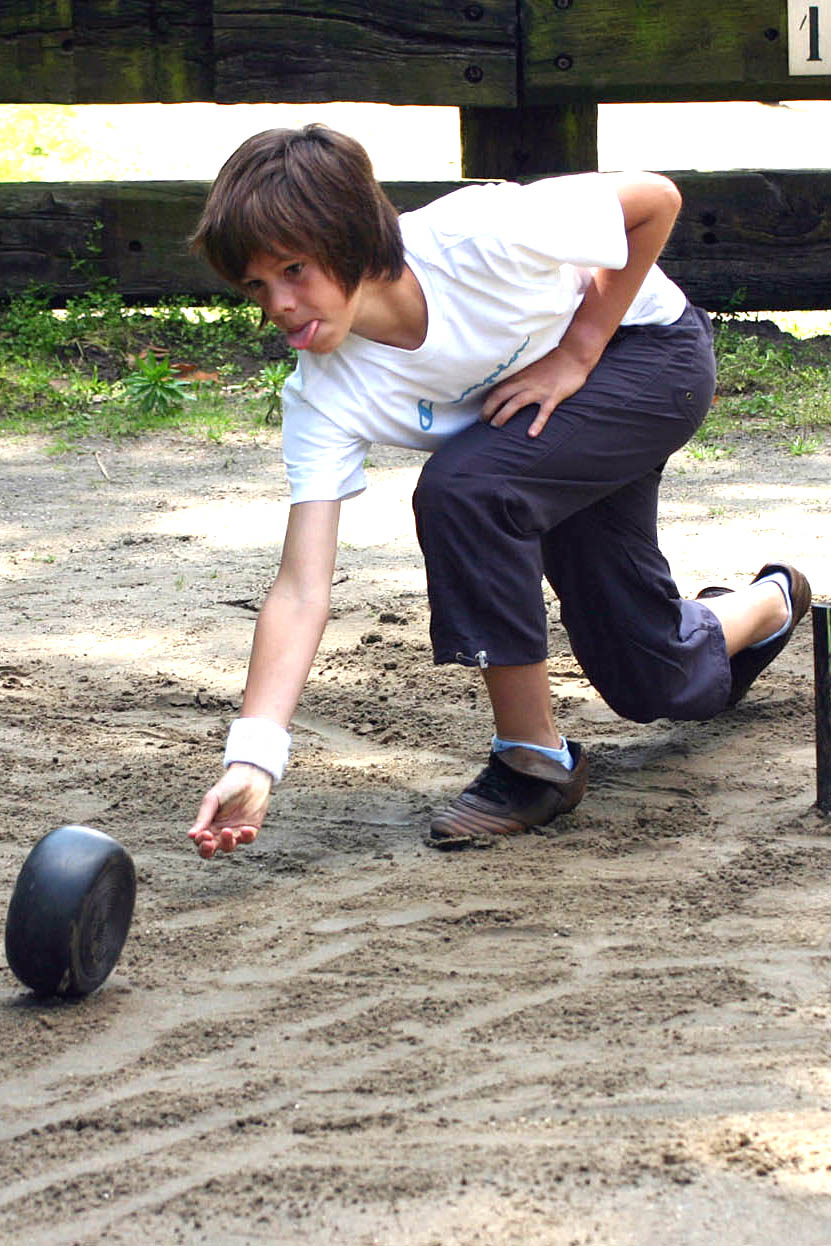
Krulbollen

## Wedstrijden
Voor een wedstrijd zijn er verschillende manieren om de ploegen te bepalen. Men kan zowel een bolling geven ML (maats loten), waarbij de medespelers bepaald worden door loting, of een bolling MM (maats mee) waarbij men de maat(s) zelf mag kiezen. Het aantal bolders per ploeg kan variëren van 2 tot 4. Er zijn ook nog verschillende bollingen mogelijk, prijsbolling, seriebollingen, puntenbollingen, of 'voor de leute'. 
Bij een prijsbolling wordt gespeeld voor een vooraf bepaalde prijzenpot (meestal is dit geld). Bij een seriebolling wordt meestal gespeeld voor een klein geldbedrag per spel (0,2 tot 0,5 euro). Bij een puntenbolling wordt een vast aantal speelbeurten gebold en wordt het aantal gewonnen spellen bijgehouden. Ook is het mogelijk dat een prijsbolling deel uitmaakt van een criterium waarbij een klassement wordt opgemaakt. Bij ieder gewonnen spel krijg je een punt.Bij bollen voor de leute wordt gewoon gespeeld voor het plezier of voor een traktatie. Van mei tot september wordt er op zandige buitenbanen gebold, tijdens de winter op overdekte, verharde binnenbanen. De meest gerenommeerde wedstrijd is het Belgisch kampioenschap, die jaarlijks op de zaterdag het dichtste bij 15 augustus wordt gehouden en de kampioenschappen tijdens de Vierdaagse te Doornzele omtrent half augustus.

## Trefpunt
Sinds de jaren tachtig zijn de meeste clubs verenigd in twee krulbolverbonden met elk een autonoom bestuur, de BKB en de VKB. Deze twee krulbolverbonden zijn aangesloten bij VlaS. Ze brengen beide een maandblad uit, namelijk 'het Boldersleven' (BKB) en 'het Boldersblad' (VKB) uit. Sinds 2009 werken de bonden samen om de bolderskalender samen te stellen.

## UNESCO
In november 2012 werd krulbollen toegevoegd aan de Nationale Inventaris Immaterieel Cultureel Erfgoed in Nederland onder de naam NKF met als grondleggers Andy de Schipper en Piet Pielaat  en als enige Nederlandse krulboldraaier Mario Wieme, welke deze sport in Nederland op een hoger niveau hebben gezet. Deze inventaris is een verplichting die voorkomt uit het UNESCO Verdrag ter Bescherming van het Immaterieel Erfgoed.